# Raïon de Cholokhov
Le raïon de Cholokhov (en russe : Шолоховский район, Cholokhovski raïon) est une subdivision de l'oblast de Rostov, en Russie. Son centre administratif est Vechenskaïa, à 236 km à l’est de Rostov-sur-le-Don.

## Géographie
Le raïon Cholokhovski couvre 2 527 km2 et au nord de l’oblast de Rostov sur le cours du Don.

## Histoire
Le raïon est formé en 1924 sous le nom de raïon de Vechenskaïa et prend sa forme actuelle en 1970. Par décision du soviet suprême du 4 juin 1984 le raïon est rebaptisé raïon Cholokhovski en hommage à l’écrivain Mikhaïl Cholokhov, natif de la région et auteur du Doln paisible.

## Population
La population de ce raïon s'élevait à 26 131 habitants en 2016.

## Subdivisions territoriales
Le raïon comprend neuf communautés rurales :
- Communauté rurale de Bazkovskaïa
- Communauté rurale de Vechenskaïa
- Communauté rurale de Doubrovski
- Communauté rurale de Doudarevski
- Communauté rurale de Kalininski
- Communauté rurale de Koloundaïevski
- Communauté rurale de Kroujilinski
- Communauté rurale de Merkoulovski
- Communauté rurale de Ternovskoï